# Roller Stadium Mérignac
Il Roller Stadium Mérignac è un palazzetto dello sport della città di Mérignac in Francia. Ha una capienza di 200 posti. Ospita le gare casalinghe della squadra di hockey su pista dello Sport Athlétique Mérignac. 